# Hidetaka Kanazono
Hidetaka Kanazono (jap. 金園 英学 Kanazono Hidetaka; ur. 1 września 1988) – japoński piłkarz występujący na pozycji napastnika. Obecnie występuje w Hokkaido Consadole Sapporo.

## Kariera klubowa
Od 2011 roku występował w klubach Júbilo Iwata, Vegalta Sendai i Hokkaido Consadole Sapporo.